# 후지미 판타지아 문고

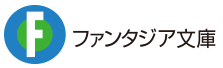

후지미 판타지아 문고(일본어: 富士見ファンタジア文庫)는 1988년 창간한 드래곤 매거진과 함께 창설된 라이트 노벨 문고이다.

## 개요
중고등학생 10대를 겨냥해 만들어진 라이트 노벨 라벨로서, 판타지 세계를 무대로한 소설을 주로 내보낸다. 그러나 판타지에만 한정하지 않고 현대세계 또는 그 외의 세계를 무대로 한 책도 다수 출판하고 있다.
1989년부터 판타지아 대상을 주최하고 있다. 2008년에는 넥스트 판타지아 대상도 진행하고 있다. 여기서의 수상작품은 이 라벨로 발매하게 된다. 제1회 준입상작인 칸자카 하지메의 슬레이어즈를 시작으로 많은 히트작이 나와있다.
현재는 전격 문고(아스키 미디어 웍스), 카도카와 스니커 문고와 함께 가장 많은 인기가 있는 라이트 노벨 레이블이다.
2005년에 후지미 서점은 카도카와 서점의 후지미 서점 사업부로부터 분사해, 카도카와 그룹 중에서도 독립된 형태를 유지하고 있다. 하지만 판매는 카도카와 그룹 퍼블리싱에 의존하고있다.

## 같이 보기
- 라이트 노벨
  - 후지미 미스터리 문고
  - 카도카와 스니커 문고
  - 전격 문고
  - 패미통 문고
- 라이트 노벨 작가 목록